# パンテック&キュリテル
パンテック&キュリテル（Pantech & Curitel、朝: 팬택앤큐리텔）は、韓国の携帯電話専業メーカー。かつては韓国ではサムスン電子、LGエレクトロニクスとならぶ3大携帯電話メーカーであり、韓国内でのシェアはLGエレクトロニクスと第2位の座を争っていた（2011年シェアはパンテック2位、LG3位）。
世界の携帯電話メーカーの中では第7位のシェアを持ち、「Pantech」のブランドで世界各地にCDMA（cdmaOne、1x EV-DOを含むCDMA2000、HSDPAを含むW-CDMA）、GSM形式の携帯電話端末を供給していた。
日本での知名度はあまり高くないが、かつて日本市場に参入しKDDI・沖縄セルラー電話連合（以下、各au）にスマートフォンを含む携帯電話端末を2005年冬モデルから2012年冬モデルまで約7年間供給していた。韓国紙の日本向けニュースサイトなどでは韓国語の発音（팬택 / ペンテク / Paentaek）から「ペンテック」とも表記されていた事があったが、日本法人のパンテック・ワイヤレス・ジャパン株式会社（Pantech Wireless Japan Inc.）は表記に「パンテック」を採用している。当初より「キュリテル」という名称は一切使用しておらず、パンテック（PANTECH CO.,LTD.）が正式社名、および正式名称となる。
2014年に事実上の経営破綻をしてからは、製品は発売せず、保有特許をライセンス提供する企業となっている。

## 沿革
- 1991年 - パンテック社、ポケットベル製造企業として設立。
- 1997年 - 韓国証券取引所に上場。
- 1998年 - 携帯電話端末の製造を開始。

主にモトローラ等に海外向け携帯端末のOEM供給をおこなう。
- 2001年 - 元現代グループ・ハイニックス半導体（旧・現代電子産業）の携帯電話端末部門（通信事業部）を分社化した現代キュリテル社を買収。

小が大を呑む合併と評される。これにより韓国市場に本格参入を果たす。
- 2005年 - 携帯電話通信事業者・SKテレコムの携帯電話端末製造子会社のSKテレテック社を買収。

同年冬、日本市場に参入。
- 2006年12月 - パンテックグループの資金難が表面化し、債権団の管理下に入る。
- 2011年12月 - ワークアウト終了。債権団の管理下より外れる。
- 2012年11月2日 - VEGA PTL21発売。
- 2014年3月 - 2014年7月の期間で2度目の銀行などが構成する債権団が主導する企業再建プログラムのワークアウトを適用される[2]。
- 2014年8月 - 3度目のワークアウト入り[3]。
- 2014年8月12日 - 法廷管理手続き開始の申し立てを決定[4][5]。2014年1-3月期（第1四半期）時点の負債総額は9907億ウォン（約985億円）と、資産の2倍近くに上っていた[4]。
- 2014年8月20日 - ソウル地裁がパンテックの再建手続きを開始[6]。裁判所は「パンテックは、国内有数の携帯電話メーカーであり、協力会社が550社に達するなど、国民経済に及ぼす波及効果が大きく、すぐに再生手続の開始を決定した」とその背景を明らかにした[7]。
- 2014年10月7日 - 再建手続きに伴う身売り先の選定作業で、買収意向書の募集が締め切られた[8]。中国企業1社が応募したと報道された[8]。
- 2014年11月21日 - 売却入札が締め切られたものの、買収価格を提示した買い手がなく、売却入札が流札[9]。
- 2015年1月28日 - 韓国人と海外在住韓国人で理事陣が構成されたワンバリュー・アセット・マネジメントが買収意向書を提出[10]。
- 2015年3月6日 - 代金未納のためワンバリュー・アセット・マネジメントへの売却が白紙化したとソウル中央地裁破産3部が発表[11]。
- 2015年4月20日 -サムジョン会計法人とKDB大宇証券が提出していた買収意向書を、ソウル中央地裁破産部は実質的な買収意志や買収能力がないと判断し、棄却[12]。
- 2015年5月26日 - 企業再生手続きの廃止を申請[13]。
- 2015年6月18日 - ソウル中央地裁、韓国の光学機器メーカーであるオプティス社が主導する企業連合による同社の買収計画を認めると発表[14]。
- 2015年7月17日 - オプティス社がパンテックを買収を表明[15]。買収額は約400億韓国ウォン(当時レートで約43.18億円)とされており、契約の合意に先立ってまずは約20億韓国ウォン(約2.16億円)が支払われた[15]。
- 2015年11月26日 - ソリッドとオプティスが率いるコンソーシアムが買収し、企業再生手続きが終結[16]。
- 2016年6月 - 買収再建後、最初のモデルとなる「SKY IM-100」を発売[17]。
- 2016年3月30日 - パンテック・ワイヤレス・ジャパンが東京地方裁判所において、破産手続きの開始決定を受けた。
- 2016年10月 - 「SKY IM-100」の売り上げ不振で赤字が続き、230件にのぼる特許を特許専門会社ゴールドピークに譲渡することで合意した[18]。
- 2017年6月12日 - パンテック・ワイヤレス・ジャパン、清算結了に伴い法人格消滅[19]。
- 2017年7月18日 - 英特許専門メディアIAMがAppleがゴールドピークを通じて、パンテックが保有する特許11件を買収したと報じた[18]。
- 2017年10月26日 - ソリッドがK＆Aホールディングスに全株式を売却[20]。K＆Aホールディングスはパンテックの特許収入化のために設立された特殊目的法人[20]。
- 2019年1月 - Chakhan Telecomと「skyブランド」の独占的なブランドライセンス契約を締結を発表[21]。期間は5年以内[21]。
- 2019年7月 - 韓国・ソウルで開催されたIoT製品の展示会「KITAS2019」でChakhan Telecomが「skyブランド」の新型スマートフォンを発表[22]。

## 概要
買収したメーカーのブランドを生かしたセグメント化をおこなっている。
- Pantech（팬택 / ペンテク） - OEM時代のパンテック社の流れをくむ海外向け端末。
- Curitel（큐리텔 / キュリテル） - 旧・現代キュリテルのブランド名。主として韓国内向けの端末。ちなみにCuritelとはMaria Curie（キュリー夫人）とtelecommunicationからの造語。
- SKY（스카이 / スカイ） - 旧・SKテレテックのブランド名。主として韓国内向けの端末。ちなみにSKYとはSKテレテック時代の親会社、SKテレコムとKYOCERA（京セラ）にちなむ。

### 日本で発表および発売された機種

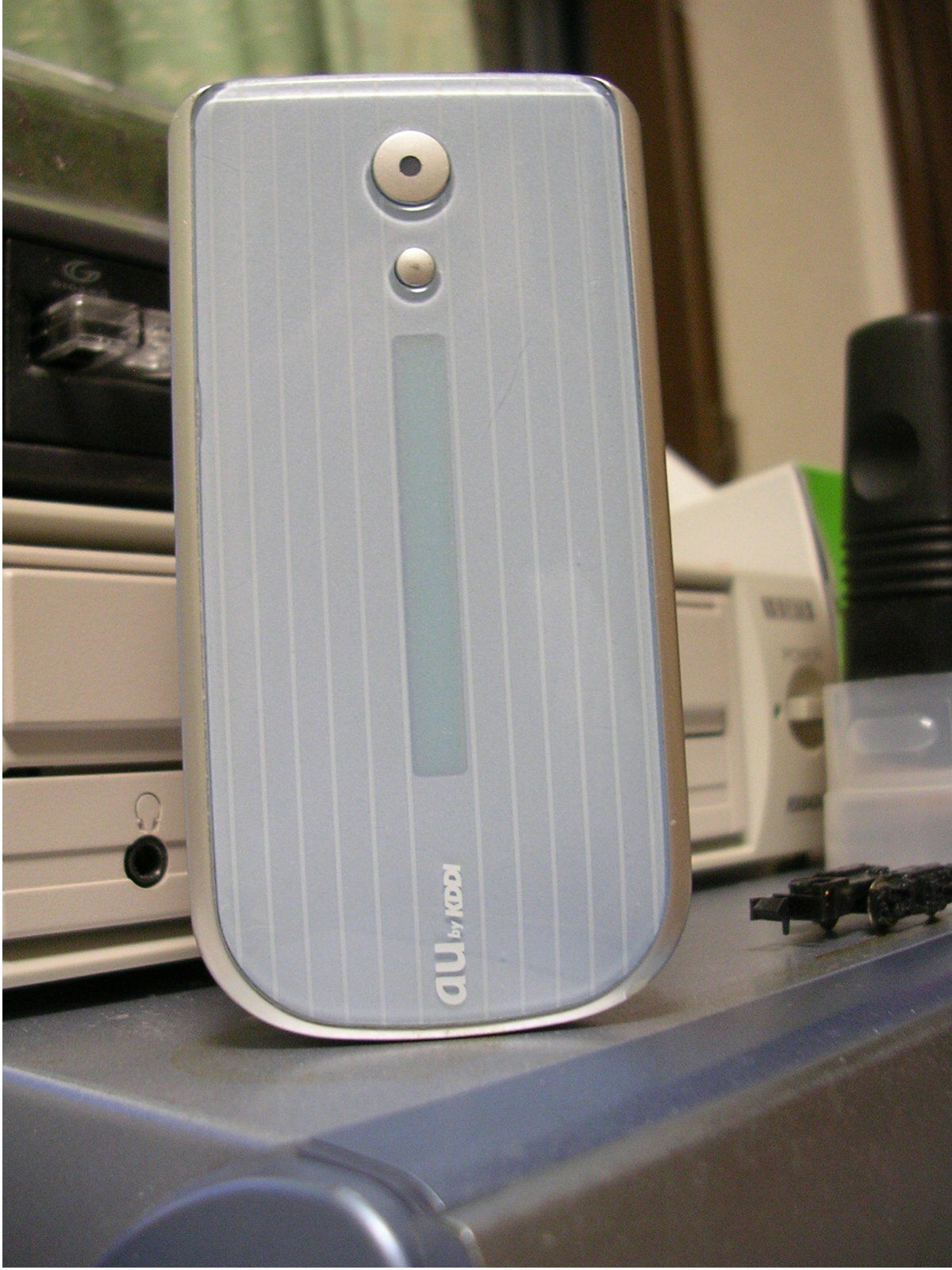
A1405PT

2016年現在、日本で発表および発売されたパンテックの機種は以下の通り。全てau向けである。
- A1405PT（CDMA A1405PT）
- A1406PT（CDMA A1406PT） - 簡単ケータイ
- A1407PT（CDMA A1407PT） - 簡単ケータイ。CDMA 1X（後のau 3G）シリーズのA1400番台としての最終機種）
- W61PT（CDMA W61PT） - 同社初のCDMA 1X WIN（後のau 3G）&BREW対応機種。同社唯一の「LISMO Music」に対応した機種でもある。
- W62PT（CDMA W62PT） - 簡単ケータイ
- ケースのようなケータイ NS02（CDMA PTX01）
- PHOTO-U SP01（CDMA 01PT） - au向けとしては初の通信モジュールを搭載したデジタルフォトフレーム。2010年6月発売[23]。
- PT001（CDMA PT001） - 簡単ケータイS。A101K（京セラ製）以来の通話専用携帯。今回は1X WINシリーズとして登場。A101Kとほぼ同じデザインを持つ。防水機能とauフェムトセルに標準で対応。2010年8月中旬発売。
- SIRIUS α IS06（CDMA PTI06） - 3Dアイコン採用のマルチタッチディスプレーAndroid™搭載スマートフォン。2010年12月下旬発売。グローバルパスポートCDMAなどの機能を追加した法人向けモデルは、2011年5月2日発売[24]）
- Wi-Fi WALKER DATA05（CDMA PTD05） - au向けとしては初となる3G通信モジュール搭載のモバイルワイヤレスルータ。2010年12月下旬順次発売。
- PT002（CDMA PT002） - GPS機能を搭載したベーシックな折りたたみ式音声用端末。2011年2月23日順次発売。
- MIRACH IS11PT（CDMA PTI11） - GSMおよびUMTS(W-CDMA)等の海外ローミングに対応したAndroid 2.3搭載のスマートフォン初心者向けスマートフォン。2011年9月22日順次発売。
- EIS01PT（CDMA PT01E） - 上記のIS11PTの法人向け版にあたるスマートフォン。一般ユーザーも購入可能。2011年9月20日発売。
- PT003（CDMA PT003） - おサイフケータイやワンセグ、赤外線通信機能を搭載したベーシックなフィーチャーフォン。2012年9月7日発売。
- VEGA PTL21（CDMA PTL21） - 同社初にして唯一のau 4G LTE、およびワンセグ、おサイフケータイ、NFC、赤外線モーションセンサー（VEGA Motion）、Android 4.0などを搭載したスマートフォン。2012年11月2日発売。先述の通り日本市場向けとしては事実上の最終機種となる。

後発の1X WIN対応機を除きVIAテレコム社製の廉価なCDMAベースバンドチップと、ルネサス テクノロジ製のSH-MobileVを使った適度なアプリケーションを売りにしており、特に2モデル目となったA1406PTは簡単ケータイの位置づけで同社のベストセラー商品となっていた。3モデル目のA1407PTは前述のA1406PTをベースに背面に骨伝導スピーカーを搭載しているのが特徴であり、簡単ケータイシリーズの1モデルとして、幅広いユーザー向けに販売された。 
auの端末としての位置づけについては、auの主な携帯電話端末納入メーカーの同社の項を参照されたい。